# Henry Miles Fitzalan-Howard
Henry Miles Fitzalan-Howard (Henry Arundel, ur. 3 grudnia 1987 roku w Londynie) – brytyjski arystokrata i kierowca wyścigowy, hrabia Arundel i Surrey, najstarszy syn i dziedzic tytułów Księcia Norfolk Edwarda Fitzalan-Howarda i jego żony Georginy Fitzalan-Howard. Do 2002 roku nosił tytuł Barona Maltravers. W latach 1999–2002 pełnił funkcję pazia królowej Elżbiety II.

## Tytuły
Henry Fitzalan-Howard odziedziczy następujące tytuły:
- Książę Norfolk
- Hrabia Arundel
- Hrabia Surrey
- Hrabia Norfolk
- Baron Beaumont
- Baron Maltravers
- Baron FitzAlan
- Baron Clun
- Baron Oswaldestre
- Baron Howard of Glossop

## Kariera wyścigowa
Fitzalan-Howard rozpoczął karierę w jednomiejscowych samochodach wyścigowych w 2006 roku od startów w Brytyjskiej Formule BMW, gdzie raz stanął na podium. Z dorobkiem 63 punktów uplasował się na dziewiątej pozycji w klasyfikacji generalnej. W tym samym roku wystartował w wyścigu Światowego Finału Formuły BMW, w którym uplasował się na szesnastej pozycji. W późniejszych latach Brytyjczyk pojawiał się także w stawce Masters of Formula 3, Brytyjskiej Formuły 3 oraz Grand Prix Makau Formuły 3.